# Samsun 19 mei-stadion (1975)
Het Samsun 19 mei-stadion (Turks: Samsun 19 Mayıs Stadyumu) was een voetbalstadion in de Turkse stad Samsun dat werd gebruikt door het plaatselijke Samsunspor. Het bood plaats voor 19.720 toeschouwers. Het stadion werd afgebroken in 2018 en sindsdien speelt de club in een nieuw stadion met dezelfde naam.